# Iurie Leancă

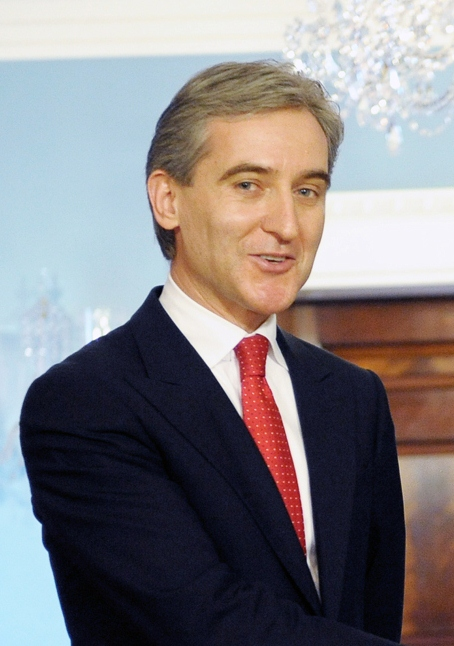
Iurie Leancă

Iurie Leancă (* 20. Oktober 1963 in Cimișlia, Moldauische SSR) ist ein moldauischer Diplomat und Politiker. Er war von April 2013 bis Februar 2015 Regierungschef der Republik Moldau und zuvor Außenminister des Landes.
Iurie Leancă war von 1998 bis 2001 erster Stellvertreter des moldauischen Außenministers. Von 2005 bis 2007 arbeitete er im Apparat des OSZE-Kommissars für Minderheitenfragen in den Niederlanden. Nach seiner Rückkehr nach Chișinău war er Vizepräsident der Firma ASCOM sowie stellvertretender Vorsitzender der Gesellschaft für Außenpolitik Moldaus. Bei den Wahlen im Juli 2009 wurde er auf der Liste der Partidul Liberal Democrat din Moldova (PLDM) ins moldauische Parlament gewählt und im September vom designierten Premierminister Vlad Filat (PLDM) für das Amt des Außenministers nominiert.
Nach dem Sturz Vlad Filats durch ein Misstrauensvotum im Parlament wurde Iurie Leancă im April 2013 zunächst als kommissarischer Regierungschef eingesetzt. Am 31. Mai erfolgte seine Wahl zum neuen Ministerpräsidenten. Seine Nachfolgerin im Amt des Außenministers wurde Natalia Gherman.
Bei der Parlamentswahl am 30. November 2014 konnte die proeuropäische Dreiparteienkoalition ihre Mandatsmehrheit verteidigen und Iurie Leancă blieb zunächst im Amt. Am 12. Februar 2015 verfehlte er jedoch bei einem Misstrauensvotum die nötige Stimmenzahl. Beobachter vermuteten dahinter einflussreiche Oligarchen, wie z. B. den ehemaligen Ministerpräsidenten Vlad Filat, die die von Leancă angekündigte Reformpolitik zur Bekämpfung der grassierenden Korruption im Land, verhindern wollten, da sie dadurch ihre Interessen gefährdet sehen.
Zum Nachfolger Leancăs im Amt des Regierungschefs wurde am 18. Februar 2015 sein Parteikollege Chiril Gaburici gewählt.